# Aminath Faiza

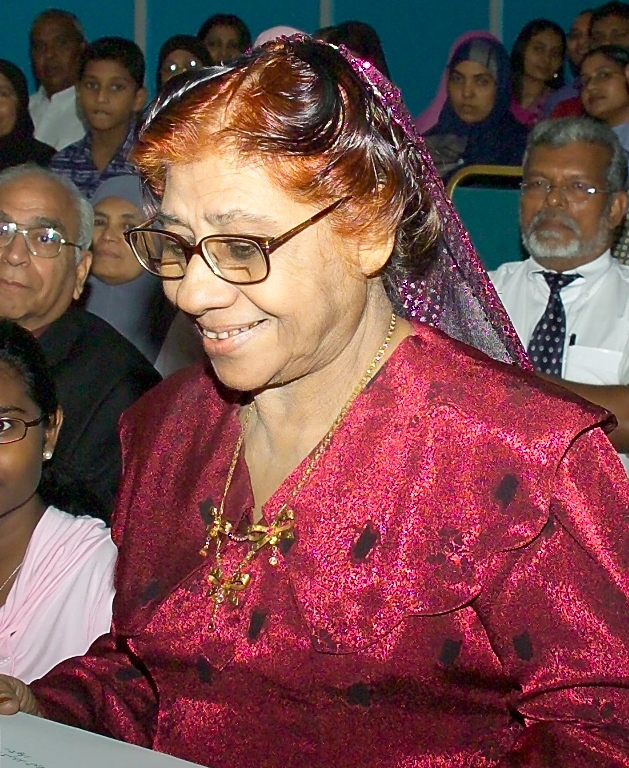
Aminath Faiza (2005)

Aminath Faiza (arabisch آمنة فائزة; Dhivehi އާމިނަތު ފާއިޒާ; * 1924; † 25. Februar 2011 in Malé) war eine maledivische Dhivehi-sprachige Lyrikerin und Autorin.

## Herkunft und Ausbildung

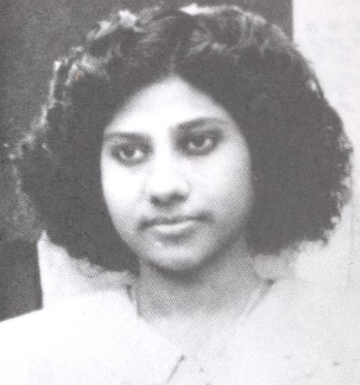
Aminath Faiza als Jugendliche

Aminath Faiza begann im Alter von 16 Jahren Gedichte zu schreiben. Inspiriert wurde sie durch Gedichte von Bodufen Valhugey Seedhi, einem berühmten Dichter, der ein Onkel Faizas mütterlicherseits war. "Thiththibe", wie Faiza ihn nannte, ließ sie seine fertiggestellten Gedichte vortragen.
Faiza absolvierte ihr Studium an der 1953 von Präsident Mohamed Amin Didi gegründeten "Dhivehi Lheverikamuge Bageechaa".

## Karriere
In den 1950er Jahren begann Faiza, ihre Werke zu veröffentlichen. Sie wurde in den von Präsident Mohamed Amin Didi geschaffenen Lhen Veringe Gulzaa (Garten der Dhivehi-Dichter) berufen. Aminath Faiza bekam den Ehrentitel "Daisy Maa", das "Gänseblümchen" der maledivischen Poesie.
Ihre Gedichte und andere Werke wurden zunächst in Zeitschriften und Zeitungen veröffentlicht, später auch gesammelt in Büchern herausgegeben. Sie beschäftigte sich mit vielen verschiedenen Themen, von Romantik, sozialen Fragen über Religion bis zur nationalen Politik.
Faiza war Mitglied des Beratungsgremiums von Rayyithunge Muthagaddim, der ersten vom Präsidenten Mohamed Amin Didi (1910–1954) auf den Malediven gegründeten politische Partei. Sie arbeitete als stellvertretende Schulleiterin der Madrasat-ul Saniyya-Schule, die heute Aminiya-Schule heißt. Faiza arbeitete auch für das maledivische Zentrum für historische und sprachliche Forschung, wo sie an der Erstellung des maledivischen Wörterbuchs mitwirkte.
Ihr letztes Gedicht schrieb sie anlässlich des Goldenen Jubiläums der Iskandhar-Schule am 5. Februar 2011.

## Auszeichnungen
- 1980 "National Award of Recognition"[1]
- 1996 "National Award of Honour"[1]
- 2005 "Sonderpreis für Kinderliteratur auf Dhivehi" vom maledivischen Präsidialamt

## Privates
Sie starb am 25. Februar 2011 nach einem Schlaganfall im Alter von 86 Jahren im Indira-Gandhi-Memorial-Hospital in Malé. Die Trauerfeier fand in der Sultan-Mohamed-Thankurufaanu-Al-Auzam-Moschee statt. Sie wurde auf dem Aa-Sahara-Friedhof in Malé beigesetzt.
Sie hinterließ eine Tochter und zwei Söhne.